# Cognitivismo psicoanalitico
Il termine cognitivismo psicoanalitico è stato usato per indicare alcuni sviluppi della ricerca psicoanalitica sui processi cognitivi, che hanno usufruito di modelli e teorie derivati dalla letteratura cognitivista, incentrando lo sviluppo delle funzioni psichiche su processi di apprendimento.